# Càrn Dearg (Ben Alder)
Der Càrn Dearg ist ein als Munro und Marilyn eingestufter, 1034 Meter hoher Berg in Schottland. Sein gälischer Name kann in etwa mit Roter spitzer Berg übersetzt werden.
Er liegt in der Council Area Highland in den Grampian Mountains östlich von Fort William zwischen Loch Ossian und Loch Ericht als Teil einer insgesamt vier Munros und diverse weitere Gipfel aufweisenden, in etwa von Südwesten nach Nordosten verlaufenden Bergkette. Vom südöstlich benachbarten breiten Massiv des Ben Alder ist die Bergkette durch den breiten, auf bis 722 Meter Höhe liegenden Bealach Dubh getrennt. 

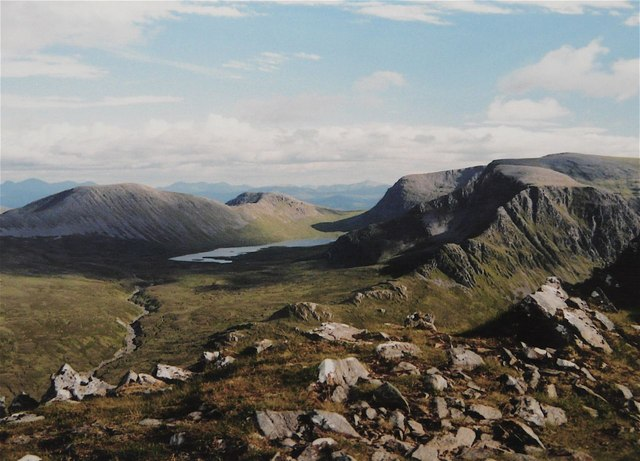
Blick vom Gipfel des Càrn Dearg nach Süden auf das breite Massiv des Ben Alder rechts, in der Mitte Loch a’ Bhealach Bheithe und links der Beinn Bheòil

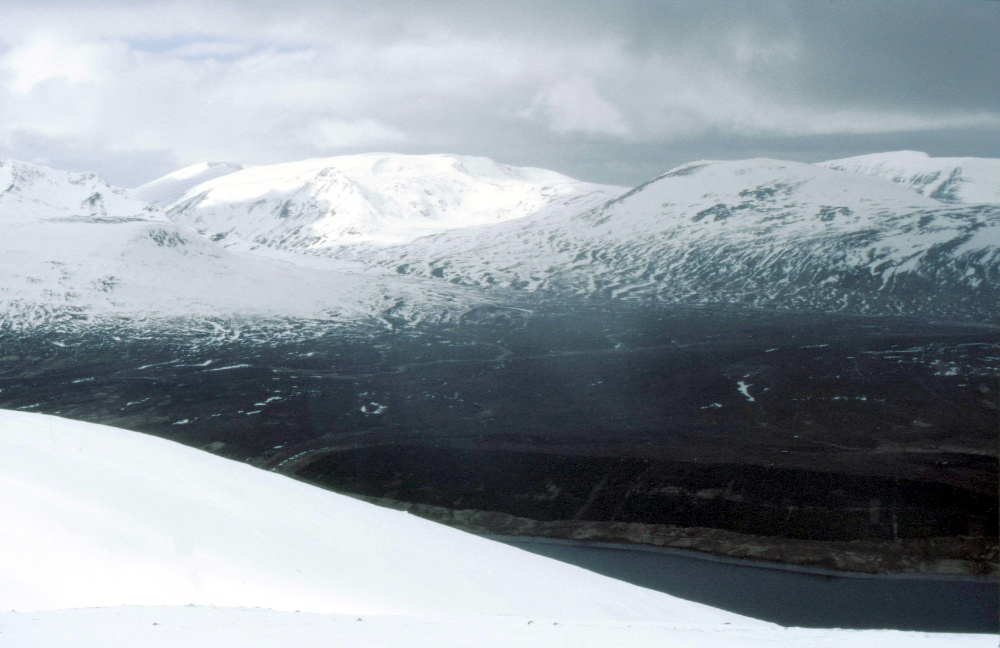
Blick vom Beinn Udlamain östlich von Loch Ericht nach Westen, in der Mitte der Geal-Chàrn, rechts der Càrn Dearg

Der Càrn Dearg ist der höchste Punkt des etwas abgesetzt von den drei übrigen Munros etwa drei Kilometer nach Nordosten verlaufenden Abschnitts des Hauptgrats der Bergkette. Südwestlich schließt sich dem Gipfel des Càrn Dearg der 925 Meter hohe Vorgipfel Dollaid a’ Chairn an, über den auch eine Übergangsmöglichkeit zum benachbarten Geal-Chàrn besteht. Nach Nordosten endet der Gratrücken in einem 827 Meter hohen, über Loch Pattack aufragenden Vorgipfel. Während die Südost- und Nordwestseiten des Càrn Dearg steil abfallen und im Gipfelbereich felsdurchsetzt sind, sind die beiden Grate nach Nordosten und Südwesten weniger steil und bieten Aufstiegsmöglichkeiten.
Aufgrund seiner Lage in unbewohntem Bergland weit abseits öffentlicher Straßen ist eine Besteigung des Càrn Dearg nur mit Biwak und langen Fußmärschen oder unter Nutzung von Mountain-Bikes möglich. Viele Munro-Bagger besteigen die vier Gipfel der Bergkette im Rahmen einer Überschreitung entlang des Hauptgrats, entweder beginnend mit dem Aufstieg auf den Càrn Dearg im Nordosten über dessen Nordostgrat oder dem Beinn Eibhinn im Südwesten. Ausgangspunkt ist entweder Dalwhinnie im Nordosten oder Corrour Station im Südwesten, beide jeweils über 16 Kilometer vom Càrn Dearg entfernt. Culra Bothy am Fuß des Càrn Dearg auf dessen Südostseite als einzige mögliche Übernachtung in weitem Umkreis ohne Nutzung eines Zelts ist seit 2015 aufgrund Asbestbelastung geschlossen.